# Yenipazar (Aydın)
Yenipazar ist eine Stadt im gleichnamigen Ilçe (Landkreis) der türkischen Provinz Aydın und gleichzeitig ein Stadtbezirk der 2012 geschaffenen Büyükşehir belediyesi Aydın (Großstadtgemeinde/Metropolprovinz). Sie liegt am Südufer des Großen Mäander. 
Seit einer Gebietsreform 2014 ist der Ilçe (Landkreis) flächen- und einwohnermäßig identisch mit der Kreisstadt, alle 14 ehemaligen Dörfer des Kreises wurden Mahalle (Stadtviertel) der Stadt.